# Bosconian
 (juillet 2019).
Si vous disposez d'ouvrages ou d'articles de référence ou si vous connaissez des sites web de qualité traitant du thème abordé ici, merci de compléter l'article en donnant les références utiles à sa vérifiabilité et en les liant à la section « Notes et références ».
Bosconian (ボスコニアン) est un jeu vidéo de type shoot 'em up développé par Namco et sorti en 1981 sur borne d'arcade Galaga, MSX, PC-6001, Sharp X1 et X68000.
Le jeu se déroule dans l'espace et permet au joueur de contrôler un vaisseau qui peut se déplacer librement dans toutes les directions dans le but de détruire des ennemis qui rapportent chacun des points. Un radar permettant de suivre la position du joueur, des ennemis et des stations spatiales est également affiché.

## Système de jeu
L'objectif de Bosconian est de gagner le plus de points possibles en détruisant les missiles et bases ennemis. Le joueur contrôle un petit vaisseau de combat qui peut se déplacer dans huit directions et peut tirer aussi bien devant que derrière lui. Durant chaque manche, un certain nombre de bases vertes ennemies apparaissent et doivent être détruites par le joueur pour passer à la manche suivante (une carte semi-transparente aide le joueur à identifier leur position dans l'espace de jeu). Chaque station est composée de six cannons placés en hexagones qui entourent le cœur central. Pour détruire une station, le joueur doit détruire les six canons (200 points chacun) ou bien le cœur de la base (1 500 points) qui peut se défendre dans les dernières manches en s'ouvrant et en se refermant tout en lançant des missiles.
Dans le même temps, le joueur doit esquiver ou détruire des astéroïdes stationnaires (10 points), des mines (20 points) et une variété de missiles ou vaisseaux ennemis qui tentent de rentrer en collision avec son vaisseau. Les stations ennemies lancent occasionnellement un escadron de vaisseaux en formation d'attaque : détruire le chef d'escouade fait dissoudre l'escadron, mais détruire tous les ennemis d'une formation apporte cependant des points bonus. Un vaisseau espion (d'une valeur de points bonus aléatoire) peut aussi apparaître occasionnellement et doit également être détruit sous peine de faire passer la manche en phase « condition red » (« Code rouge » en français) sans tenir compte du temps que le joueur a pris.
Durant une partie, une voix digitale avertit le joueur de plusieurs événements :
- « Blast off! » (« Mise à feu ! » : début de la manche)
- « Alert! Alert! » (« Alerte ! Alerte ! » : ennemis en approche)
- « Battle stations! » (« Stations de combat ! » : attaque d'une formation de vaisseaux)
- « Spy ship sighted! » (« Vaisseau espion détecté ! » : approche d'un vaisseau espion)
- « Condition red! » (« Code rouge ! » : les attaques ennemies deviennent plus agressives. Peut survenir lorsque le joueur prend trop de temps à finir la manche ou bien que le vaisseau espion n'a pas été détruit)

Bosconian n'a pas de fin définie et continuera jusqu'à ce que le joueur perd toutes ses vies. Similaire à Galaga, Bosconian dispose de 255 manches et d'une manche 0. Cette dernière manche est spéciale et renvoie de nouveau le joueur à la manche 1 en cas de succès. Après avoir dépassé 2 millions de points, plus aucune vie n'est fournie au joueur.

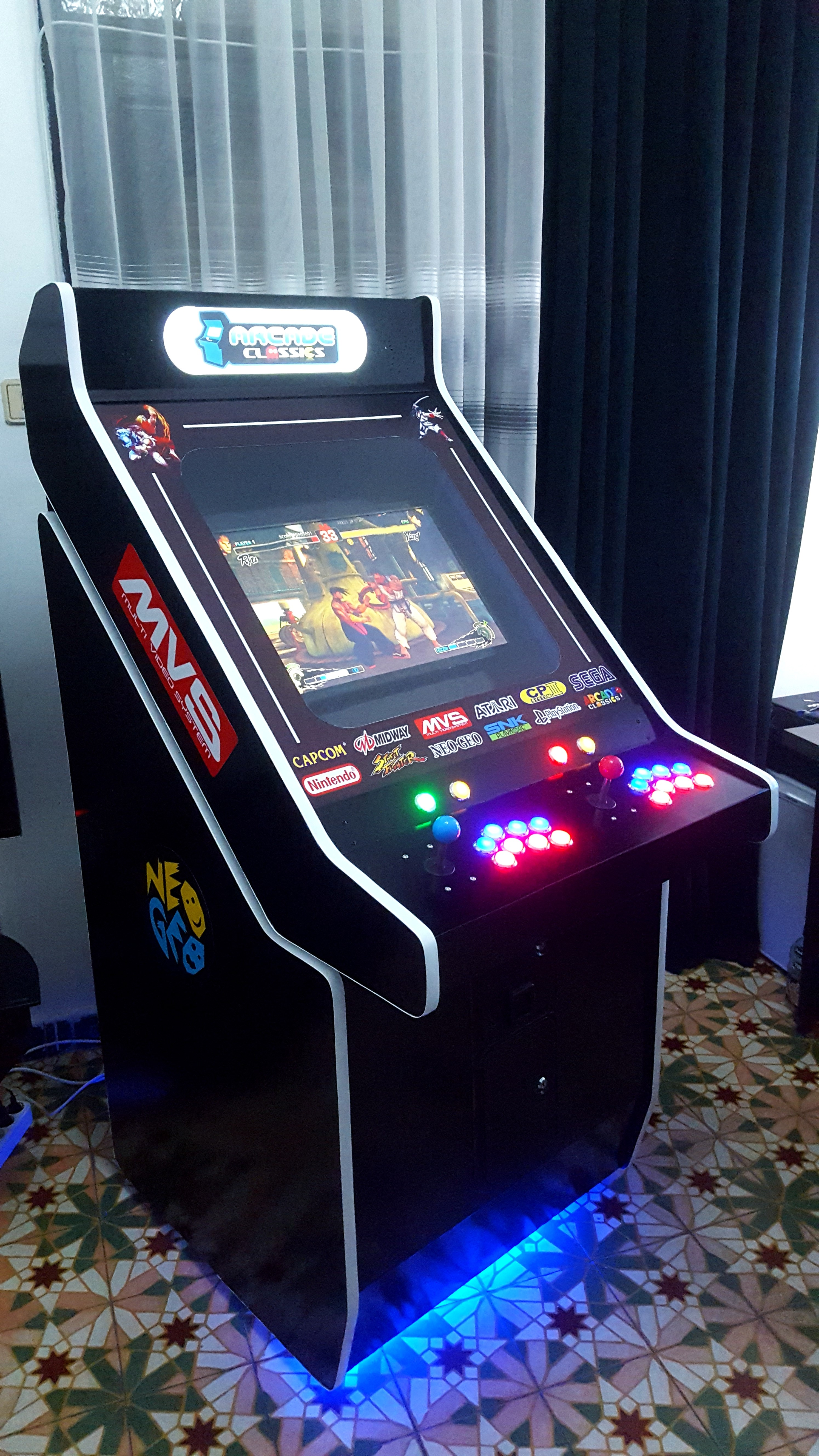
Exemple de borne d'arcade, plateforme sur laquelle est sortie la version originale du jeu

## Accueil
En janvier 1983, le magazine Electronic Games a donné au jeu son Arcade Award 1982 dans la catégorie Jeu d'arcade de science-fiction ou de fantasy, battant de ce fait les jeux Gravitar d'Atari et Zaxxon de Sega.

## Postérité
Bosconian fût plus tard disponible dans plusieurs compilations Namco Museum pour PlayStation et d'autres consoles. Le jeu a aussi été republié dans les contrôleurs de jeu TV Jakks Pacific et dans la borne d'arcade Pac-Man's Arcade Party de 2010. Une suite pour ordinateur personnel nommé Bosconian '87 est sortie en 1987 pour l'Amstrad CPC, Commodore 64 et le ZX Spectrum. Un successeur spirituel, Blast Off, fût publié uniquement au Japon en 1989 pour les Namco System 1 et ressemble davantage au jeu créé par Namco Dragon Spirit qu'à Bosconian. Un titre similaire, Final Blaster, publié en 1990 pour PC-Engine sur le marché japonais proposait un système de jeu très semblable à Blast Off.
Bosconian était l'un des premiers jeux à afficher un écran proposant au joueur de continuer à jouer après avoir perdu une partie, idée initié par le jeu Fantasy sorti un mois plus tôt en 1981. Cette fonctionnalité pouvait être désactivée par les propriétaires de bornes d'arcade qui n'en souhaitait pas en paramétrant un interrupteur DIP switch.

### Clones
- Draconian (1984) pour le TRS-80 Color Computer
- Azarian (1987) pour l'Atari ST
- XKobo (1995) sur Kobo Deluxe (de)